# Pilocrocis tripunctata
Pilocrocis tripunctata là một loài bướm đêm trong họ Crambidae.